# Kloster auf Zeit
Als Kloster auf Zeit wird die Möglichkeit bezeichnet, in einem Kloster für einen Zeitraum von einigen Tagen bis hin zu einigen Wochen mit der Ordensgemeinschaft zu leben. Solche Veranstaltungen werden auch häufig unter dem Namen Einkehrtage oder Einkehrwoche(n) angeboten, da sie der inneren Einkehr dienen.
Solche Möglichkeiten gibt es seit etwa 1980 bei einigen Frauen- und Männerorden, z. B. bei den Dominikanern und insbesondere in Benediktinerklöstern, die der Gastfreundschaft traditionell einen hohen Stellenwert einräumen. In der Benediktsregel heißt es: „Gäste sollen wie Christus aufgenommen werden.“
In manchen Klöstern gibt es einen Pater, der eigens für die geistliche Betreuung der Gäste zuständig ist.
Das temporäre Erleben des Klosterlebens ist zu unterscheiden vom Begriff des „Klosterurlaubs“, der im Wesentlichen dem so genannten Spirituellen Tourismus zuzuordnen ist. Allerdings kommt es hier teilweise auch zu begrifflichen Überschneidungen und Unschärfen, insbesondere im Bereich der gesundheitstouristischen Einkehr.

## Motive
Der häufigste Grund, eine solche Zeit der Einkehr in Anspruch zu nehmen, ist der Wunsch nach Besinnung – oft auch im Zusammenhang mit Krisen und beruflicher oder persönlicher Überlastung. In jedem Fall können das Eintauchen in einen anderen Tagesrhythmus, Zeiten der Meditation, Aufenthalte im Klostergarten, ein behutsames Gespräch oder einfach das Stundengebet oder Singen mit der Klostergemeinschaft entscheidende Impulse geben.
Ein anderer Grund ist der Wunsch nach intensiverem Glaubensleben und die Suche nach anderen Formen des Gebets. Vereinzelt suchen auch Künstler solche Klöster auf, um in Ruhe und bei neuen Anregungen dem künftigen künstlerischen Weg näher zu kommen. Gesundheitliche Motive mag es auch geben, doch stehen sie – außer dem nach ausreichendem Schlaf und Zeit – nicht im Vordergrund. Manche Frauenklöster verbinden aber ihre Angebote für Gesundheits- und Wellnesstage mit Elementen, die dem Kloster auf Zeit teilweise entsprechen. Gerade in diesem Bereich liegen die Parallelen zum Spirituellen Tourismus.
In religiöser Hinsicht sind manchmal Ähnlichkeiten mit Exerzitien oder Glaubensseminaren möglich. Im Benediktinerstift Kremsmünster in Oberösterreich versucht man, durch die möglichst intensive Teilnahme am Klosterleben und durch Vorträge über benediktinische Spiritualität eine neue Form von Einkehrtagen anzubieten. Auch ein neuer Blick auf die Liturgie und das Adaptieren von Ordensregeln und -erfahrungen in den eigenen Alltag kann ein Ziel sein.
Das Kloster auf Zeit kann, muss aber nicht dem möglichen Ordensnachwuchs dienen. Dennoch kommt es vor, dass mancher Klostergast später als Novize wiederkommt.
Zusammengefasst sind wertvolle Elemente für den Gast neben dem Tapetenwechsel, der vielfach ungewohnten Stille und dem Zeithaben das private und Chorgebet, Möglichkeiten zu ausreichendem und ruhigem Schlaf, zur Lektüre und Meditation sowie die freundliche, einnehmende Atmosphäre, und auf Wunsch das persönliche Gespräch.

## Im Kloster mitarbeiten
Einige Gemeinschaften bieten auch die Möglichkeit an, während einiger Zeit nicht nur im Kloster mitzuleben, sondern auch mitzuarbeiten. Ein Beispiel hierfür ist das Kloster Einsiedeln in der Schweiz, das jeweils im Sommer während mehrerer Wochen ein Volontariat anbietet, das sich speziell an Männer zwischen 18 und 25 richtet und auch mit spirituellen Impulsen verbunden ist. Dasselbe Kloster bietet mit dem Projekt „Klosterzeit“ Männern zwischen 18 und anfangs 30 die Möglichkeit, in einem Benediktinerkloster weltweit während sechs bis zwölf Monaten mitzuleben und mitzuarbeiten.